# مونسه، کشمیر آزاد
مونسه (به انگلیسی: Munasa) یک شهر در پاکستان است که در کشمیر آزاد واقع شده‌است. مونسه ۵ کیلومتر مربع مساحت و ۳٬۰۰۰ نفر جمعیت دارد و ۴۰۰ متر بالاتر از سطح دریا واقع شده‌است.